# Képrögzítési eljárások
A fényképészetben használt képelőhívó és képrögzítő eljárások, technikák listája a kezdetektől napjainkig. Mivel az eljárások száma gyakorlatilag végtelen, itt csupán a feltalálástól napjainkig Magyarországon leginkább elterjedtek kerülnek felsorolásra, típus szerint rendezve.

## Direktpozitív eljárások
Ide sorolódik minden olyan eljárás, amely a valóság képét azonnal – negatív közbeiktatása nélkül – pozitív képként adja vissza. Ezek az eljárások többnyire nem sokszorosíthatóak, minden felvétel egyedi példány. 
- Ambrotípia (vagy melanotípia – nedves kollódiumos eljárás negatív nélkül)
- Amfitípia
- Autokróm
- Dagerrotípia
- Diapozitív (fordítós film)
- Digitális fénykép
- Dufaycolor
- Ferrotípia (amerikai gyorsfénykép)
- Heliokrómia
- Kalotípia
- Panotípia (vagy Pannotípia)
- Papír gyorsfénykép (vásári gyorsfénykép)
- Polaroid

## Negatív eljárások
Az (analóg) negatív-pozitív eljárás (többnyire felvételi, vagyis fényképezőgépben használt) anyagai. Nevüket onnan kapták, hogy a rájuk vetülő képet a valósággal ellentétes tónusokban (és színekben, ha színes az anyag) jelenítik meg. Hogy a valóságnak megfelelő kép keletkezzék képüket ismét át- (vissza) fordító, úgynevezett pozitív anyagra másolják, nagyítják. Ezáltal válik lehetővé sokszorosításuk is: az egyedi negatívról lényegében tetszőleges számú pozitív készülhet. 
- acetátfilm (safety film – a mai értelemben vett negatív)
- Albuminos üvegnegatív
- Eastman papírnegatív
- Nedves kollódiumos eljárás
- Kollódiumos száraz eljárás (száraz eljárás)
- Nitrát film
- Poliészter film
- Kalotípia (avagy tabotípia)
- Viaszpapír negatív
- Zselatinos szárazeljárás

## Pozitív eljárások
Ide sorolódik minden olyan eljárás, melynek segítségével a negatíveljárások, a valósággal ellentétes tónusrendű képéről pozitív, vagyis a valóságosnak megfelelő kép készíthető, több példányban is. Speciális esetet képez a fotóporcelán és némely fotómechanikai sokszorosítóeljárás, melyeknek funkciója hasonló, de készítésükhöz (mivel direktpozitívként működnek) nem negatív, hanem pozitív képet használnak, és az eredeti felvétel sokszorosítására is alkalmasak, azonban (többek között) alacsony fényérzékenységük miatt felvételi anyagként (fényképezőgépben) nem használatosak.
- Alboidin (klórezüst-(növényi) albumin kimásolópapír)
- Albuminpapír (klórezüst-albumin kimásolópapír)
- Argentotípia (kallitípia vagy szépiaeljárás)
- Celloidin (klórezüst-kollódium kimásolópapír)
- Kromotípia
- Kéknyomat (cianotípia, blaupause külföldön)
- Enyveskép (enyveshátnak is nevezik)
- Fotómechanikai sokszorosítóeljárás (pl.: fénynyomás, heliogravür, fotolitográfia)
- Fotóporcelán (fotókerámia, fotokeramika)
- Kazoidin (klórezüst-kazein kimásolópapír)
- Krisztóleum
- Opáltípia
- Palládiumkép
- Papír porcelánkép
- Platinotípia (platinnyomat, platinakép, platina-eljárás)
- Sópapír (klórezüst kimásolópapír)
- Jódpapír (keményítőpapír)
- Kalotípia (talbotípia)
- Arisztopapír (klórezüst-zselatin kimásolópapír)
- Gázfénypapír (klórezüst-zselatin előhívópapír)
- Nemeseljárások (különböző lenyomatok, például guminyomás)